# 필리핀의 HIV/AIDS
2019년에 필리핀의 후천면역결핍증후군 유병률은 0.1%로 집계되었다. 필리핀에서는 후천면역결핍증후군 유병률이 다른 국가에 비해 낮지만, 급격히 감염자 수가 늘어나는 국가로도 평가 받는다. 필리핀에서의 대부분의 감염은 동성애자 남성에게서 일어나며, 필리핀에서 이 동성애자 남성이 2010년 이후로 10배 이상으로 늘어났다.
필리핀의 첫 번째 후천면역결핍증후군 감염자는 1984년 1월에 발생했다.